# Calestano
Calestano är en ort och kommun i provinsen Parma i regionen Emilia-Romagna i Italien. Kommunen hade 2 118 invånare (2018).